# Coredo
Coredo (Tiếng Ý: Coredo; Nones: Còret) là một đô thị ở tỉnh Trento ở vùng Trentino-Alto Adige/Südtirol của Ý, tọa lạc cách 30 km về phía bắc của Trento. Tại thời điểm ngày 31 tháng 12 năm 2004, đô thị này có dân số 1.570 người và diện tích là 32.7 km².
Coredo giáp các đô thị: Romeno, Don, Sanzeno, Termeno sulla strada del vino, Smarano, Sfruz, Taio, Cortaccia sulla strada del vino và Tres.